# Peggy Piesche

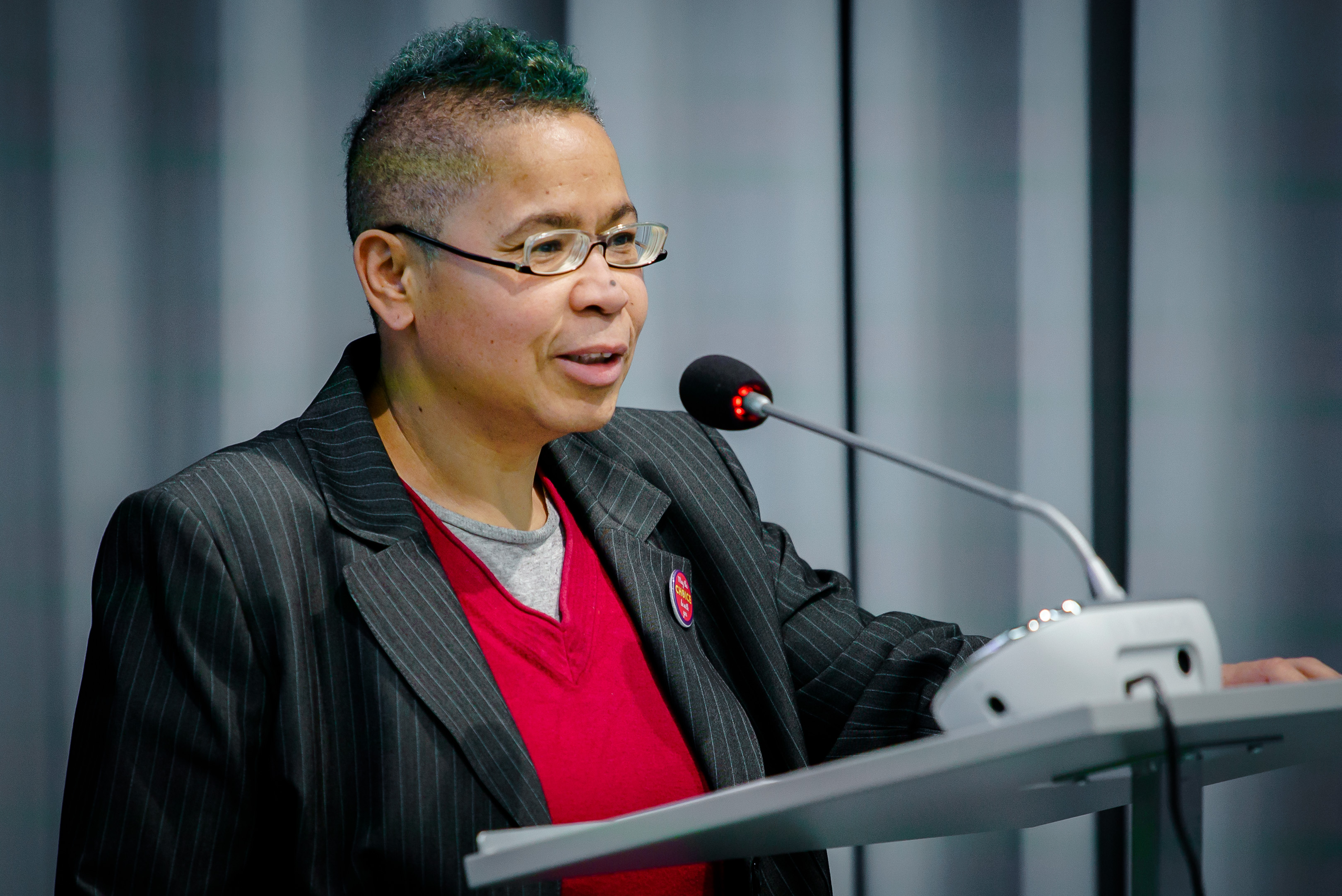
Peggy Piesche (2018)

Peggy Piesche (geboren 1968 in Arnstadt) ist eine deutsche Literatur- und Kulturwissenschaftlerin. Sie arbeitet in der Erwachsenenbildung und ist in der Bundeszentrale für politische Bildung als Referentin für Diversität, Intersektionalität und Dekolonialität tätig. Sie gilt als eine der bekanntesten Stimmen Schwarzer Frauen in Deutschland.

## Leben

### Ausbildung
Peggy Piesche wurde 1968 in Arnstadt (Thüringen) in der damaligen DDR geboren. Von 1974 bis 1984 besuchte sie die Polytechnische Oberschule in Arnstadt, anschließend schloss sie ihre Berufsausbildung mit Abitur an der Betriebsberufsschule Gotha-Friedrichswerth ab. Ab 1987 studierte Piesche Deutsch und Russisch auf Lehramt an der Pädagogischen Hochschule in Erfurt/Mühlhausen mit einem Auslandssemester in Smolensk (UdSSR). Nach dem Fall der Mauer zog Piesche nach Tübingen, um dort ab 1990 Neuere deutsche Literatur, Antike Geschichte und Philosophie zu studieren. Sie schloss ihr Studium 1995 mit dem Magister Artium ab.

### Wissenschaftliche Karriere
Nach ihrem Studium lehrte Piesche zunächst von 1996 bis 1999 an den Universitäten Bonn und Bochum. Anschließend wechselte sie an die Universität Utrecht, um dort von 1996 bis 2001 als DAAD-Lektorin am Germanistischen Institut tätig zu sein. 2001 wurde sie Mitglied des Graduiertenkollegs „Reiseliteratur und Kulturanthropologie“ der Universität Paderborn und hatte verschiedene Lehraufträge in Berlin an der  Humboldt-Universität und an der Freien Universität inne. Von 2004 bis 2007 war Piesche wissenschaftliche Mitarbeiterin an der Johannes Gutenberg-Universität Mainz, an der sie das Drittmittelprojekt Black European Studies koordinierte.
2007 zog Piesche in die Vereinigten Staaten und lehrte dort zunächst am Vassar College in Poughkeepsie (NY), ab 2010 am Hamilton College in Clinton (NY). Anschließend war sie von 2013 bis 2016 an der Academy of Advanced African Studies der Universität Bayreuth mit dem Forschungsschwerpunkt „Zukunftskonzeptionen in Afrika und der Diaspora“ tätig. In Bayreuth arbeitete sie zu Verschränkungen von Diaspora und Translokalität, Performativität von Erinnerungskulturen sowie Black Feminist Future Studies und Critical Race/Whiteness Studies.
Nach ihrer universitären Tätigkeit wechselte Piesche 2017 zum Gunda-Werner-Institut für Feminismus und Geschlechterdemokratie der Heinrich-Böll-Stiftung. Dort arbeitete sie als Referentin zu reproduktiver Gerechtigkeit und intersektionaler Erinnerungspolitik. Seit November 2019 ist Piesche als Referentin für Diversität, Intersektionalität und Dekolonialität bei der Bundeszentrale für politische Bildung tätig.
Für 2022 wurde Piesche der Salzburger Landespreis für Zukunftsforschung zugesprochen.

### Politisches Engagement
Seit 1990 ist Piesche in der Schwarzen feministischen Bewegung sowohl in Deutschland als auch international aktiv. Seit 1990 ist sie Mitglied der ADEFRA, deren ehrenamtliches Vorstandsmitglied sie lange war. Für die ADEFRA war sie unter anderem auch als Repräsentantin in einem Beirat zur Ausarbeitung des Gleichbehandlungsgesetzes.
Während ihres Aufenthaltes in den USA war Piesche Mitglied der YWCA. Seit 2016 ist sie Executive Board Member von ASWAD, der Association for the Study of the Worldwide African Diaspora.
2018 arbeitete Piesche in der wissenschaftlichen Fachgruppe „Diversifying Matters“ von ADEFRA, die für den Berliner Senat in einen Konsultationsprozess mit dem Titel „Die Diskriminierungssituation und die soziale Resilienz von Menschen afrikanischer Herkunft sichtbar machen“ Maßnahmen zur Umsetzung der UN-Dekade für Menschen Afrikanischer Herkunft 2015–2024 erarbeitet hat.

## Positionen

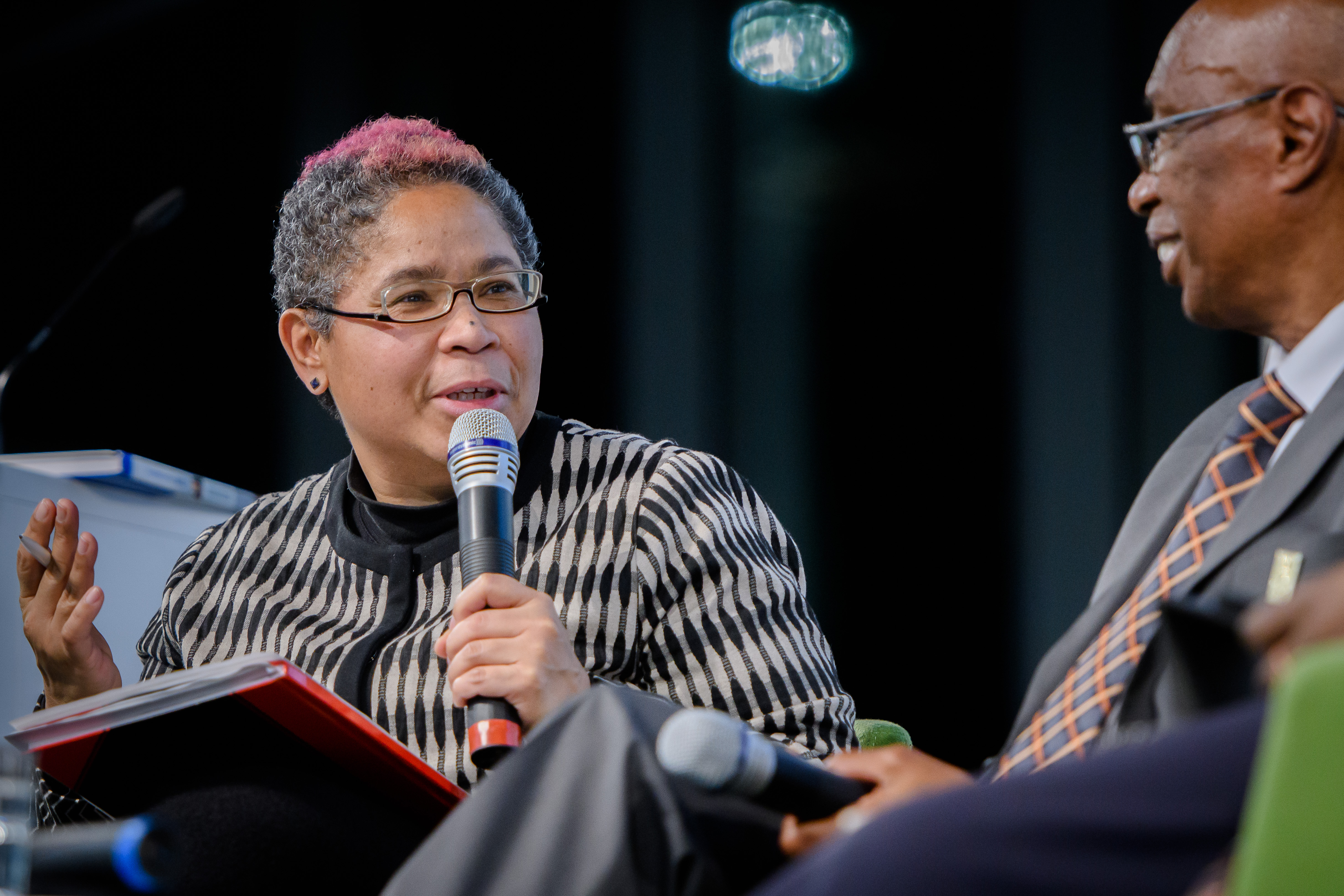
Piesche (2018)

Peggy Piesche gilt als eine der bekanntesten Stimmen schwarzer Frauen in Deutschland, sie wird vor allem über ihre Erfahrung als schwarze Frau im DDR-Kontext rezipiert. Sie reflektiert dabei das Fehlen rassismuskritischer Bezeichnungen für nicht-weiße Menschen und Gruppen in der DDR. Ebenso reflektiert sie die Wahrnehmung der Wiedervereinigung aus marginalisierter und migrantischer Perspektive, aus der die Wiedervereinigung vor allem als Einheit des „weißen Ostdeutschlands“ und des „weißen Westdeutschlands“ erschien. Gleichzeitig spricht sie den dadurch gewonnenen Raum für eine bessere Organisation schwarzer Menschen in beiden Landesteilen an.
Neben ihrer schwarzen und ostdeutschen Perspektive wird Piesche über ihr Lesbischsein rezipiert. Sie kritisiert Akteurinnen und Akteure der deutschen Schwulen- und Lesbenszene und bezeichnet den Christopher Street Day als eine „entpolitisierte, konventionalisierte Geschichte“, in der schwarze, queere und Trans-Personen nicht repräsentiert seien. Ebenso kritisiert Piesche das Gedenken an die 68er-Bewegung, bei dem der Beitrag der Black- und People-of-Colour-Bewegung viel zu kurz komme. Sie setzt sich für eine „Dekolonisierung“ des Gedenkens an die 68er ein.

## Werke (Auswahl)
Peggy Piesche ist Autorin und Herausgeberin mehrerer Publikationen und Beiträge:
- Befindlichkeit im Raum. Gedichte. in: Olumide Popoola, Beldan Sezen (Hrsg.): Talking Home. Heimat aus unserer eigenen Feder. Frauen of Colour in Deutschland, Amsterdam 1999.
- Tabu?! – Wovon man nicht spricht … Interkulturelle Kommunikation in deutsch-niederländischen Beziehungen. Mitteilungsschrift des DAB, Bd. 78, 1996–99, Heilbronn 1999.
- Identität und Wahrnehmung in literarischen Texten Schwarzer deutscher Autorinnen der 90er Jahre. in: Peggy Piesche, Cathy S. Gelbin, Kader Konuk: Aufbrüche: Kulturelle Produktionen von Migrantinnen, Schwarzen und jüdischen Frauen in Deutschland. Helmer, Königstein im Taunus 1999, ISBN 3-89741-042-7, S. 195–205.
- Wasser aus der Wüste. Schwarze Autorinnen in Deutschland. Eine Anthologie. Orlanda Verlag, Berlin 2002.
- mit Maureen M. Eggers, Grada Kilomba und Susan Arndt: Mythen, Masken und Subjekte. Kritische Weißseinsforschung in Deutschland. Unrast-Verlag, Münster 2005, 2009 neu veröffentlicht, ISBN 978-3-89771-458-8.
- mit Susan Arndt: Weißsein. Die Notwendigkeit Kritischer Weißseinsforschung. in: Susan Arndt und Nadja Ofuatey-Alazard: Wie Rassismus aus Wörtern spricht. (K)Erben des Kolonialismus im Wissensarchiv deutsche Sprache. Ein kritisches Nachschlagewerk. Unrast-Verlag, Münster 2011, ISBN 978-3-89771-501-1.
- Euer Schweigen schützt euch nicht: Audre Lorde und die Schwarze Frauenbewegung in Deutschland. Orlanda Verlag, Berlin 2012, ISBN 978-3-944666-49-5.
- Inscribing the Past, Anticipating the Future. Audre Lorde and the Black Woman’s Movement in Germany. in: Stella Bolaki, Sabine Broeck (Hrsg.): Audre Lorde’s Transnational Legacies. University of Massachusetts Press, Amherst/Boston 2015, ISBN 978-1-62534-138-9, S. 222–225 (englisch).
- Exclusionary Acts: The Un-Making of Black German Agency in Transnational Black (German) Studies 2–3, A Conversation between Nicola Lauré al-Samarai and Peggy Piesche. With paintings by Thenjiwe Niki Nkosi, 2018 (online verfügbar: Teil 1, Teil 2 und Teil 3)
- Decolonize 68! Zur Methode einer intersektionalen Erinnerungsarbeit, alpha nova, Berlin, 2019
- Politische Intersektionalität als Heilungsangebot, in: Gunda-Werner-Institut und Center for Intersectional Justice (Hrsg.): „Reach Everyone on the Planet…“ Kimberlé Crenshaw und die Intersektionalität, April 2019, ISBN 978-3-86928-198-8 (online verfügbar)